# Vaux-le-Pénil
Vaux-le-Pénil è un comune francese di 11 406 abitanti situato nel dipartimento di Senna e Marna nella regione dell'Île-de-France.

## Società

### Evoluzione demografica
Abitanti censiti